# Enzo Duarte
Enzo de Pina Duarte dos Santos, plus couramment appelé Enzo Duarte, né le 28 janvier 2009 au Luxembourg, est un footballeur international luxembourgeois qui évolue au poste de milieu de terrain dans les catégories jeunes du Borussia Dortmund.

## Biographie

### En club

#### Formation au Luxembourg puis en Allemagne (depuis 2017)
Après une formation au sein du FC Swift Hesperange, le joueur rejoint en hiver 2025 le prestigieux club du Borussia Dortmund et intègre l'équipe des moins de 17 ans du club allemand. 

### En sélection
Rapidement surclassé, le joueur dispute son premier match professionnel avec le Luxembourg le 10 juin 2025 face à l'Irlande en match amical. Il devient à cette date le troisième plus jeune joueur de l'histoire du pays en sélection derrière Vincent Thill et Brian Madjo,.